# Јанко из Чарнкова
Јанко из Чарнкова (око 1320–5.4.1387) био је пољски хроничар, потканцелар краља и архиђакон гњезњански.

## Историја
Рођен је око 1320. у породици градоначелника Чарнкова у Великопољској–припадао је вероватно грађанском сталежу, премда постоје и друге претпоставке. Не зна се где је стекао правно образовање, нити где је икада рукоположен за свештеника. Дипломатску и црквену каријеру започео је у Меклембургу на двору шверинског бискупа Андрије из Вишлице од 1348. По повратку у Пољску приближио се двору Казимира Великог, где се ватрено залагао за оснивање универзитета. Више пута био је у дипломатским мисијама у Авињону.

## Утицај на пољски двор
Краљ му је 1366. поверио дужност потканцелара. Највећу функцију у црквеној хијерархији стекао је 1368, када је постао архиђакон гњезњански, тј. намесник архидијецезе. Блиставу каријеру прекинуо је политички скандал који је Јанко направио поступању Анжујца на престо.Као противник Анжујаца, био јеу мешану заверу противњих (1370/1371). Неко време провео је у тамници, а 1372. осуђен је на прогонство и конфискацију имовине. После помиловања живео је највероватније у Гњезну или Познању, где је и провео последње године живота. Тада је, између 1377. и 1384, писао своју Хронику.

## Великољска хроника
Садржај текста почиње описом смрти и погреба Казимира Великог 1370. Писац није користио писане изворе нити историографске узоре. Представљао је догађаје као очевидац и учесник, чињенице које је познавао из прве руке.Приповедање одише аутентичношћу. Жанровски се приближава мемоаристици.Опозициони ставови у односу на двор претварају се каткад у праве политичке тираде, али садржи драгоце неописе.Приповедање је динамично, понекад субјективно, а није производ научене вештини писања, већ изворног казивачког дара. Оригинални наслов није сачуван–у издању из XIX века дат је хипотетички:(Chronicon Polonorum). Није сачуван ни почетак, ни крај дела .Говори о времену Људевита Угарскога (1370–1384) из династије Анжујаца (био је сестрић последњег краља из династије Пјастовића Казимира III Великог) и интерегнума после његове смрти.